# Berezan' (isola)
Berezan' (in ucraino e in russo Береза́нь?) è un'isola del mar Nero situata all'ingresso dell'estuario Dnipro-Bug Orientale, nell'oblast' di Mykolaïv, in Ucraina.

## Geografia
Situato a 8 chilometri ad ovest dalla cittadina di Očakiv e a 4 chilometri dal villaggio turistico di Rybakovka. Viene spesso confuso con l'isola artificiale di Pervomajskij che si trova all'interno dell'estuario del Dnepr-Bug. L'isola di Berezan' misura circa 900 metri di lunghezza per 320 metri di larghezza, l'altezza della parte settentrionale è di 3-6 metri, la parte meridionale è di 21 metri. È separato dalla terraferma (a cui potrebbe essere stato collegato molto tempo fa) da circa un miglio e mezzo di acque poco profonde.

## Storia
Berezan fu la sede di una delle prime colonie greche (forse nota come Boristene, dal nome greco del Dnepr) nelle sponde settentrionali del Mar Nero. L'isola fu colonizzata per la prima volta a metà del VII secolo a.C. e fu in gran parte abbandonata alla fine del V secolo a.C., quando Olbia Pontica divenne la colonia dominante della regione. Nel V secolo a.C., Erodoto la visitò per raccogliere informazioni sul corso settentrionale dell'omonimo fiume. La colonia prosperò grazie al commercio del grano con l'entroterra controllato dagli Sciiti.
Nel medioevo l'isola era di grande importanza militare perché controllava la foce del Dnepr. Durante il periodo della Rus' di Kiev divenne un'importante stazione sulla rotta commerciale variago-greca. Fu proprio qui infatti che i Variaghi entrarono in contatto per la prima volta con i Bizantini.
L'unica iscrizione runica nell'Ucraina meridionale, la pietra runica di Berezan, è stata trovata sull'isola nel 1905, ora esposta nel Museo storico di Odessa. L'iscrizione sembra essere stata parte di una lapide sopra la tomba di un mercante variago di Gotland. Il testo recita: "Grani fece questa volta in memoria di Karl, suo compagno."
Il controllo dell'estuario (noto nelle fonti slave orientali come Beloberezhye, o Coste Bianche) fu conteso tra la Rus' di Kiev e Bisanzio durante le molteplici guerre russo-bizantine. Alla fine il trattato Rus'-Bizantino del 944 stabilì che i Rus' potevano usare l'isola durante l'estate, senza stabilire accampamenti invernali nell'estuario o opprimere i cittadini di Chersoneso che pescavano al largo. Tuttavia, alla conclusione della guerra tra Svjatoslav I e Bisanzio, ai Rus' fu permesso di evacuare le loro forze da Dorostolon a Beloberezhye, dove le sue truppe trascorsero l'inverno del 971-972.
Durante i secoli XIV-XV l'intero estuario Bug-Dniester era sotto la giurisdizione del Granducato di Lituania. A cavallo dei secoli XV-XVI l'isola era invece governata dal Khanato di Crimea, ma non era abitato. Allo stesso tempo, i cosacchi zaporoghi conoscevano Berezan' e la usavano per l'ancoraggio delle navi e per riposarsi durante i numerosi viaggi in mare.
I cosacchi di Zaporozhian fecero ripopolarono Berezan' come fortezza durante le loro campagne contro i tatari di Crimea e l'Impero Ottomano tra il XVI e XVII secolo. Dopo la conquista russa della vicina piazzaforte ottomana di Očakov, l'isola fu annessa con il resto della Nuova Russia nell'Impero russo.
Il sito della colonia greca e la sua necropoli sono stati periodicamente scavati a partire dall'Ottocento; anche se il sito ha sofferto di erosione (e le tombe anche di saccheggio), gli scavi hanno prodotto ricchi reperti (ceramiche arcaiche, iscrizioni, ecc.).
Nel marzo 1906, il tenente di vascello Pëtr Petrovič Schmidt, tra i principali protagonisti dell'ammutinamento di Sebastopoli durante la rivoluzione russa del 1905 fu giustiziato a sull'isola.
Durante la seconda guerra mondiale, l'isola, insieme a tutto il raion e la città di Očakov, divenne parte del governatorato rumeno della Transnistria.
Nel 2013, gli archeologi hanno trovato sull'isola una croce enkolpion, risalente alla fine dell'XI-inizio del XII secolo, che dà origine all'esistenza di un insediamento qui, presumibilmente progettato per proteggere la rotta commerciale variago-bizantina.